# Końcyki
Końcyki (biał. Концыкі; ros. Концыки) – wieś na Białorusi, w obwodzie brzeskim, w rejonie prużańskim, w sielsowiecie Linowo.
W dwudziestoleciu międzywojennym leżały w Polsce, w województwie poleskim, w powiecie prużańskim.